# Elisabeth Schalin
Elisabeth Schalin är pseudonymen för den svenska deckarförfattaren Jean Bolinder. "Schalin" har skrivit två böcker som båda utspelar sig i Skåne.